# 高峰
高　峰（こう ほう 1982年2月2日- ）は中国の遼寧省出身の柔道選手。階級は48kg級。身長155cm。

## 人物
2000年の世界ジュニア48kg級で3位となった。2003年の世界選手権では準決勝で田村亮子に終了1秒前の背負投で敗れるなどして5位に終わった。2004年アテネオリンピックでは3回戦でフランスのフレデリク・ジョシネに技ありで敗れたが、その後の3位決定戦でルーマニアのアリナ・ドゥミトルを横四方固で破って銅メダルを獲得した。2006年のワールドカップ団体戦では3位だったが、アジア大会では優勝を飾った。2007年にはミリタリーワールドゲームズで優勝すると、地元の北京で開催された世界団体でも優勝を成し遂げた。2008年にはフランス国際とハンガリー国際で優勝しながら、国内予選で呉樹根に敗れて北京オリンピックには出場できなかった。

## 主な戦績
- 2000年 - 世界ジュニア　3位
- 2001年 - フランス国際　5位
- 2001年　世界軍人選手権大会　優勝
- 2003年 - フランス国際　5位
- 2003年 - ドイツ国際　5位
- 2003年 - 世界選手権　5位
- 2004年 - アテネオリンピック　3位
- 2005年 - 韓国国際　優勝
- 2006年 - 世界軍人選手権大会　2位
- 2006年 - ワールドカップ団体戦　3位
- 2006年 - アジア大会　優勝
- 2007年 - ドイツ国際　3位
- 2007年 - ミリタリーワールドゲームズ　優勝
- 2007年 - 世界団体　優勝
- 2008年 - フランス国際　優勝
- 2008年 - ハンガリー国際　優勝